# Частное дело
«Частное дело» (англ. A Private Matter) — американский драматический кинофильм 1992 года режиссёра Джоан Сильвер. Сюжет фильма основан на реальных событиях жизни американки Шерри Финкбайн (в девичестве — Чессен), происходивших в 1961—1962 годах.

## Сюжет
Молодая беременная женщина Шерри Финкбайн узнаёт, что принимаемый ей препарат талидомид может привести к врожденному уродству её ребёнка. Женщина принимает решение сделать аборт. Чтобы предупредить других женщин, она с помощью друга публикует в местной газете свою историю. Её решение привлекло внимание многих противников абортов, она стала получать в свой адрес много писем, в том числе и с угрозами, после чего её защитой занялось ФБР.